# Thatta (Distrikt)

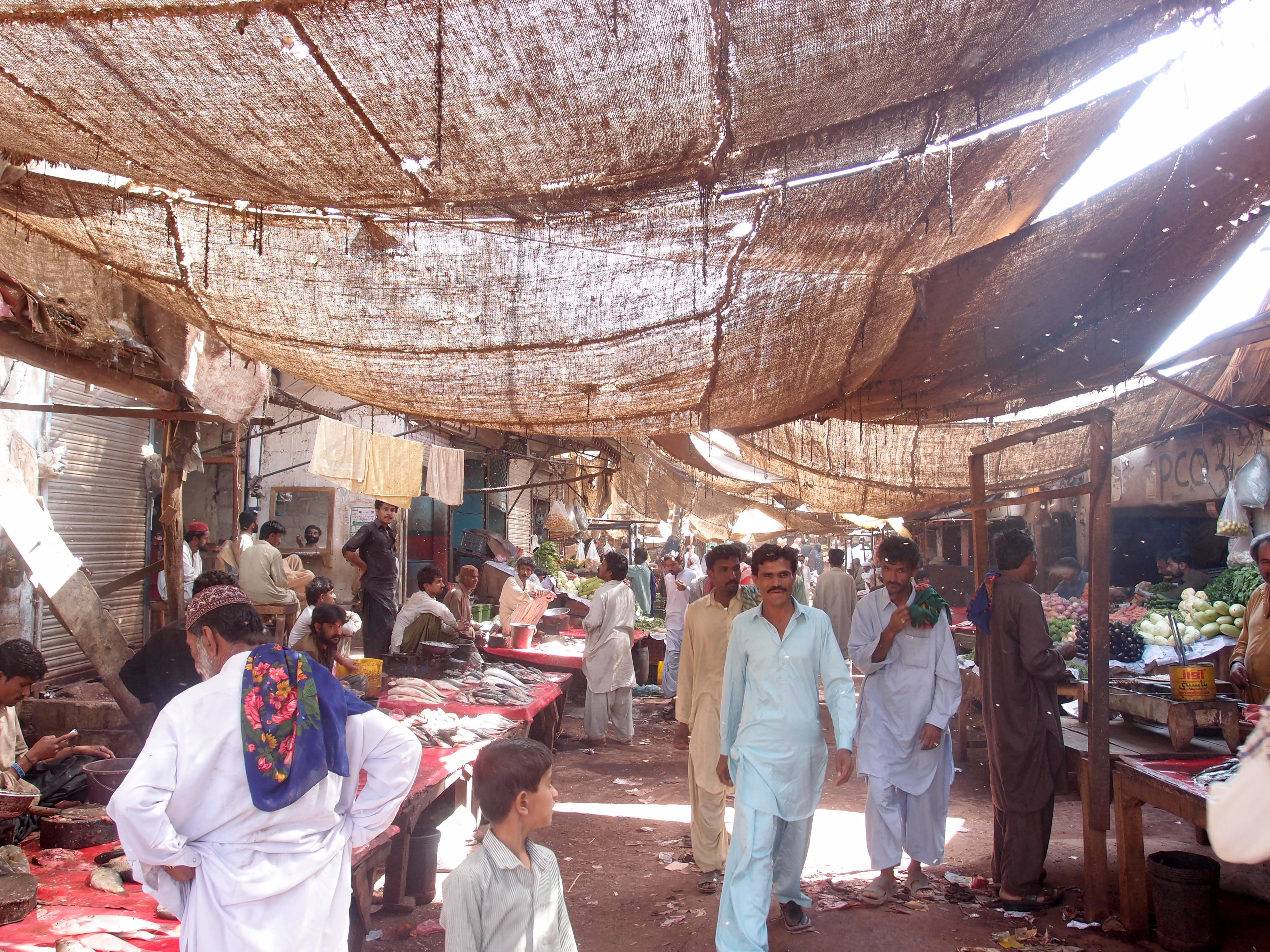
Markt in Thatta

Der Distrikt Thatta ist ein Verwaltungsdistrikt in Pakistan in der Provinz Sindh. Sitz der Distriktverwaltung ist die gleichnamige Stadt Thatta.
Der Distrikt hat eine Fläche von 7705 km² und nach der Volkszählung von 2017 979.817 Einwohner. Die Bevölkerungsdichte beträgt 127 Einwohner/km². Im Distrikt wird zur Mehrheit die Sprache Sindhi gesprochen.

## Lage
Der Distrikt befindet sich im Süden der Provinz Sindh, die sich im Südosten von Pakistan befindet. Thatta befindet sich östlich der Megastadt Karatschi.

## Verwaltungsgliederung
Der Distrikt ist administrativ in vier Tehsil unterteilt:
- Thatta
- Mirpur Sakro
- Keti Bander
- Ghorabari

## Geschichte
Thatta war vom 14. bis Ende des 16. Jahrhunderts Hauptstadt des Sindh und bis Anfang des 18. Jahrhunderts eines der bedeutendsten Wirtschaftszentren des indischen Subkontinent. Danach büßte es deutlich an Bedeutung gegenüber dem stark wachsenden Karatschi ein.
2013 entstand der neue Distrikt Sujawal aus Teilen von Thatta, wodurch sich die Fläche verkleinerte.

## Demografie
Zwischen 1998 und 2017 wuchs die Bevölkerung um jährlich 2,61 %. Von der Bevölkerung leben ca. 18 % in städtischen Regionen und ca. 82 % in ländlichen Regionen. In 184.868 Haushalten leben 510.279 Männer, 469.504 Frauen und 34 Transgender, woraus sich ein Geschlechterverhältnis von 108,7 Männer pro 100 Frauen ergibt und damit einen für Pakistan häufigen Männerüberschuss.
Die Alphabetisierungsrate in den Jahren 2014/15 bei der Bevölkerung über 10 Jahren liegt bei 41 % (Frauen: 24 %, Männer: 57 %) und damit unter dem Durchschnitt der Provinz Sindh von 60 %.
| Jahr | Einwohnerzahl |
| ---- | ------------- |
| 1972 | 319.698       |
| 1981 | 399.240       |
| 1998 | 599.492       |
| 2017 | 979.817       |